# Heideblick
Heideblick là một đô thị thuộc huyện Dahme-Spreewald, bang Brandenburg, Đức. Đô thị Heideblick có diện tích 165,31 km², dân số thời điểm 31 tháng 12 năm 2006 là 4267 người.